# Đội tuyển Davis Cup Algérie
Đội tuyển Davis Cup Algérie đại diện Algérie ở giải đấu quần vợt Davis Cup và được quản lý bởi Liên đoàn quần vợt Algérie.
Algérie hiện tại thi đấu ở Nhóm II khu vực Âu/Phi. Họ vào đến tứ kết Nhóm II trong 3 năm gần đây.

## Lịch sử
Algérie tham gia kì Davis Cup đầu tiên năm 1976.

## Đội tuyển hiện tại (2017)
- Youcef Ghezal
- Nazim Makhlouf
- Mohamed Hassan
- Hichem Yasri